# Щуров, Анатолий Игнатьевич
Анатолий Игнатьевич Щуров (род. 1939) — советский борец классического стиля, чемпион (1961) и бронзовый призёр (1963) чемпионатов СССР, мастер спорта СССР (1959). Начал заниматься борьбой в 1954 году. Участвовал в шести чемпионатах СССР. Выступал в полутяжёлой весовой категории (до 87 кг).

## Спортивные результаты
- Чемпионат СССР по классической борьбе 1961 года — ;
- Классическая борьба на летней Спартакиаде народов СССР 1963 года — ;